# Девушка-паук
Де́вушка-пау́к (англ. Spider-Girl), она же Мэй Паркер (англ. May Parker), более известная как Мэйдэй Па́ркер (англ. Mayday Parker) — персонаж вселенной «MC2», супергероиня серий комиксов издательства «Marvel Comics». Персонаж был создан Томом Дефалко и Роном Френцом и впервые появился в феврале 1998 года в 105-м выпуске 2-го тома комикса «What If…?». Девушка-паук — дочь Питера Паркера и Мэри Джейн Уотсон из альтернативной вселенной, названная в честь тёти Мэй.
После своего успешного дебюта персонаж получил отдельную серию комиксов, которая продолжала выпускаться до 100 выпуска и стала самой продолжительной серией комиксов от издательства «Marvel» про супергероя с девушкой в главной роли.

## История публикаций
Девушка-паук впервые появилась в одиночной истории в 105-м выпуске 2-го тома комикса «What If…?», вышедшем в феврале 1998 года. Выпуск был хорошо принят фанатами, в результате чего была запущена отдельная серия комиксов про персонажа — «Spider-Girl», первый выпуск которой вышел в октябре 1998 года под импринтом «MC2».
После хорошего старта продажи комикса стали падать. «Marvel» несколько раз заявляла о возможном прекращении серии, однако отзывы фанатов и хорошие продажи перепечатанных комиксов, изданных в книжном формате с мягкой обложкой, повлияли на позицию компании, и серия была продолжена.
Серия просуществовала до 100 выпуска и была закончена. В октябре 2006 года она подверглась перезапуску и получила название The Amazing Spider-Girl (рус. «Удивительная Девушка-паук»), названая в честь первой серий комиксов её отца "The Amazing Spider-Man".
11 октября 2008 года Том Дефалко анонсировал, что серия The Amazing Spider-Girl будет закончена на 30 выпуске, а также сообщил, что из-за любви компании к персонажу, Девушка-паук скорее всего будет появляться в журнале Amazing Spider-Man Family. 8 ноября 2008 года Джо Кесада подтвердил, что комиксы о Девушке-пауке будут появляться в ежемесячном Amazing Spider-Man Family.
18 марта 2009 года Marvel объявила о том, что истории про Девушку-паука будут публиковаться как Spectacular Spider-Girl (рус. Впечатляющая Девушка-паук), цифровом комиксе, который будет выпускаться через Digital Comics Unlimited. Материал из цифровых комиксов продолжили выпускать с 5 по 8 выпуски Amazing Spider-Man Family, после чего журнал был закрыт.
Новые истории из цикла Spectacular Spider-Girl продолжили выпускать в 2-м томе серии комиксов Web of Spider-Man (рус. Паутина Человека-паука). Было издано 7 выпусков с историями о Девушке-пауке, после чего она появилась в собственной мини-серии комиксов Spectacular Spider-Girl из 4 выпусков. После этого в октябре 2010 года была выпущена последняя история в формате спецвыпуска про Девушку-паука — Spider-Girl: The End (рус. Девушка-паук: конец).

## Другие персонажи, носившие прозвище "Девушка-паук"

### Эйприл Паркер
Клон Мэйдэй, являющаяся гибридом человека и симбиота, и некоторое время делила с ней мантию Девушки-паука, пока не взяла прозвище Бойня.

### Аня Коразон
Первая Девушка-паук в основной вселенной Marvel — латиноамериканская супергероиня, которая изначально называла себя Аранья, а иногда использует псевдоним Девушка-паук.

### Гвен Уоррен
Вторая Девушка-паук в основной вселенной Marvel — была создана безумным учёным Шакалом с помощью образцов ДНК и технологий украденных у Мистера Синистера. Гвен Уоррен является клоном-химерой, объединяющей в себе ДНК Гвен Стейси, Королевы Пауков (Адрианы Сории) и Циклопа. Гвен обладает способностью трансформироваться в огромного паука и обратно по своему желанию, в форме паука она обладает чудовищной силой, способностью плести органическую паутину, и пятью глазами из которых могла стрелять оптическими лучами. Увидев в Циклопе своего отца, Гвен позже присоединяется к Зелёной команде Людей Икс.

### Мака Акана
Третья Девушка-паук в основной вселенной Marvel — является гавайским мутантом по имени Макавалу "Мака" Акана и была представлена во втором томе Spider-Boy как суперзлодейка по прозвищу Фанхаус (англ. Funhouse) и приспешница Меченого. Акана обладает способностью к мимикрии способностей, а так же умственных и физических навыков других людей. Она взяла псевдоним Девушка-Паук после того как она скопировала способности Мальчика-Паука, при этом эти способности ей удалось сохранить.

## Вне комиксов

### Мультфильм
Мэйдэй Паркер появляется в мультфильме «Человек-паук: Паутина вселенных», где показана как малолетняя дочь Питера Паркера и Мэри-Джейн.

### Телевидение
Оливия Холт озвучила альтернативную версию Девушки-паук по имени Петра Паркер в мультсериале «Великий Человек-паук» (2012). В эпизоде «Паучья Вселенная: Часть 1» Человек-паук попал во вселенную, где все его знакомые имели противоположный пол и познакомился с Девушкой-паук вместе с которой сразился с Зелёным гоблином из её реальности. Позже Девушка-паук помогла Питеру в его вселенной победить Гоблина. В эпизоде «Паучья Вселенная: Часть 4» она присоединилась к Воинам паутины Человека-паука в сражении с Гоблином-пауком.

### Видеоигры
- Костюм Девушки-паук появился как альтернативный костюм Женщины-паук в игре Marvel: Ultimate Alliance (2006).
- Девушка-паук появляется в эпизодической роли в Spider-Man: Shattered Dimensions (2010).
- Тара Стронг озвучила Девушку-паук в игре Marvel Super Hero Squad Online (2011)[11].
- Девушка-паук появилась как разблокируемый игровой персонаж в Marvel: Avengers Alliance (2012) для Facebook.
- Мэри Фабер озвучила Девушку-паук в игре Marvel Heroes (2013)[11][12].
- Девушка-паук, озвученная Лорой Бэйли, появилась в игре Spider-Man Unlimited (2014)[13].
- Девушка-паук появилась в игре Marvel Mighty Heroes (2015).